# Shūichi Ikeda
Shūichi Ikeda (池田 秀一 Ikeda Shūichi?) es un seiyū veterano nacido el 2 de diciembre de 1969 en Tokio, Japón. Su tipo sanguíneo es O. Ikeda está casado con Sakiko Tamagawa, aunque anteriormente estuvo casado con Keiko Toda. Actualmente trabaja para Tokyo Actor's Consumer's Cooperative Society. Es conocido por interpretar a Char Aznable en las múltiples series de Gundam y a Shanks en One Piece.

## Papeles

### Anime
- Arc the Lad (Shuu)
- City Hunter '91 (Kuwata)
- Detective Conan (Shūichi Akai)
- Hunter × Hunter 2011 (Kite)
- Gintama (Lord Vader/ Sagi)
- Gunslinger Girl (Fermi)
- Invincible Steel Man Daitarn 3 (Commander Radikku)
- Keroro Gunso (Padre de Momoka)
- Kindaichi Case Files (Yuuichi Yukimuro)
- Machine Robo: Revenge of Cronos (Devil Rock Clay)
- Magic Kaito (Toichi Kuroba)
- Mobile Suit Gundam (Char Aznable, Oscar Dublin)
- Mobile Suit Zeta Gundam (Quattro Bajeena/Char Aznable)
- Mobile Suit Gundam SEED Destiny (Gilbert Durandal)
- Mobile Suit Gundam Unicorn RE: 0096 (Narrador/Full Frontal)
- Monster (Martin Resuto)
- Naruto (Sazanami Tōkichi)
- One Piece (Akagami Shanks)
- Project ARMS (Jabberwock)
- Rosario + Vampire (Kuyou)
- Rurouni Kenshin (Hiko Seijūrō XIII)
- Saint Seiya (Milo de Escorpio)
- Saiunkoku Monogatari (Shouka Kou, Narrator)
- Soredemo Sekai wa Utsukushii (Vorden)
- Superior Defender Gundam Force (Comandante Sazabī)
- Tenjō Tenge (Shin Natsume)
- The Law of Ueki (Margarette)
- Utawarerumono (Dii)
- Zillion (Major Max Shīdo)
- Gibiate (Dr. Yoshinaga)
- Digimon Ghost Game (BloomLordmon)

### OVAs
- The Heroic Legend of Arslan (Hirumes)
- Legend of the Galactic Heroes (Ulrich Kessler)
- Prefectural Earth Defense Force (Chilthonian)
- Future GPX Cyber Formula Cyber Formula SAGA (Kyōshirō Nagumo)
- Future GPX Cyber Formula Cyber Formula SIN (Kyōshirō Nagumo)
- Dallos (Alex)
- Locke the Superman (Lord Leon)
- Dream Hunter Rem (Kaimaru Kidō)
- Record of Lodoss War (Lord Cashew)
- Rurouni Kenshin (Hiko Seijūrō XIII)
- Baoh (teniente coronel Dord)
- Mobile Suit Gundam Unicorn (Full Frontal)
- Mobile Suit Gundam: The Origin (Char Aznable)

### Películas de Anime
- Mobile Suit Gundam series (Char Aznable)
- Mobile Suit Gundam: Char's Counterattack (Char Aznable)
- Phoenix 2772 (Rock)
- The Heroic Legend of Arslan (Hirumes)
- Project A-ko (Captain)
- Unico in the Island of Magic (Torubi)
- Gantz: O (Yoshikazu Suzuki)

### Videojuegos
- Serie Angelique (Guardian of Green Catis)
- Valkyrie Profile (Odín, Barbarossa)
- Valkyrie Profile 2: Silmeria (Odin)
- Gungrave: Overdose (Garino Creale Corsione)
- Shadow Hearts: Covenant (Blanca)
- Super Robot Wars series (Char Aznable, Quattro Bajeena)
- Tech Romancer (Shadow Red)
- Tengai Makyō II: Manjimaru (Yomi, Isohana Houshi, Marubeni)
- Tengai Makyō III: Namida (Nigi)
- Tengai Makyō: Karakuri Kakutoden (Yomi)
- Makai Kingdom: Chronicles Of The Sacred Tome (Seedle)
- Kingdom Hearts 358/2 Days (Marluxia)
- Kingdom Hearts: Re:Chain of Memories (Marluxia)
- Another Century's Episode 2 (Char Aznable)
- Deus Ex: Human Revolution (versión japonesa) (David Sarif)
- Gungrave Overdose (Garino Creale Corsione)
- Final Fantasy XIV: A Realm Reborn (Lahabrea)
- Mobile Suit Gundam: Gundam vs. Gundam (Char Aznable)
- Record of Lodoss War 2 (Lord Cashew (カシュー王))
- SD Gundam G Generation World (Char Aznable, Quattro Bajeena, Gilbert Durandal, Full Frontal)
- Sengoku Basara 4 (Ashikaga Yoshiteru)
- Sengoku Basara 4: Sumeragi (Ashikaga Yoshiteru)
- Shadow Hearts: Covenant (Blanca)
- Shin Megami Tensei IV: Apocalypse (Mysterious Demon)

### Doblaje
- Jet Li
  - Once Upon a Time in China (Wong Fei Hung)
- Year of the Dragon (Joey Tai)
- King Kong Lives (Hank Mitchell)
- El cuervo (Eric Draven)
- Streets of Fire (Tom Cody)
- Die Another Day (Zao)
- The Chronicles of Narnia: The Lion, the Witch and the Wardrobe (Zorro)
- Platoon (Soldado Chris Taylor)
- Dune (Leto Atreides I)
- Major League (Rick Vaughn)
- Fear, and Loathing in Las Vegas (Raoul Duke)
- The Fast and the Furious (Johnny Tran)

### Narrador
- Earth ZIG ZAG (地球ZIG ZAG?) (octubre de 1989 - marzo de 1994, Mainichi Broadcasting System)
- Express (エクスプレス?) (29 de marzo de 1999 - 29 de marzo de 2002, TBS ) Programa de información matutino
- The Moments (The Moments-北京へと続く瞬間-?) (2 de octubre de 2007 - 30 de septiembre de 2008, Nippon Television) con Nobuo Tobita
- New Report Premier A (新報道プレミアA?) (1 de abril de 2007 - 22 de junio de 2008, Fuji Television, Kansai Television)
- Sexy Voice and Robo (セクシーボイスアンドロボ?) (10 de abril - 19 de junio de 2007, Nippon Television) (Introducción)
- Countdown (Личный номер) (video promocional)
- T.M.Revolution T.M.R LIVE REVOLUTION '05 〜VERTICAL INFINITY〜 (Inauguración)
- Hey! Spring of Trivia (トリビアの泉 〜素晴らしきムダ知識〜?) (2 de julio de 2003 - 27 de septiembre de 2006, Fuji Network System)
- Mitsumei: Kangetsu kasumigiri (密命 寒月霞斬り?) (2008, TX Network)
- 81diver (ハチワンダイバー?) (2008, Fuji Television)
- FNN Super NEWS (FNNスーパーニュース?) (30 de marzo de 1998 - 27 de marzo de 2015, Fuji Television)
- The Power of Shinagawa Part 1 - Shinagawa seen through the viewfinder - (しながわのチカラ第1回 - ファインダーが見つめるしながわ -?) (Cable Television Shinagawa)
- Death of the Universe (宇宙終焉〜3つのシナリオ?) (National Geographic)
- Monster of the Milky Way (天の川とブラックホール?) (National Geographic Sky PerfecTV!)
- Hubble's Final Frontier (宇宙に浮かぶ巨大望遠鏡?) (National Geographic Sky PerfecTV!)
- Journey to the Edge of the Universe (宇宙の果て スペース・トラベラー?) (National Geographic Sky PerfecTV!)
- Premium Cafe (プレミアムカフェ?) (10 de enero de 2010, NHK)
- Ogiyahagi's Car History NO CAR, NO LIFE! (おぎやはぎの愛車遍歴 NO CAR, NO LIFE!?) (5 de octubre de 2011 - 8 de julio de 2017, BS NTV)
- Interactive Quiz: Unifying the World (双方向クイズ 天下統一?) (2011, NHK General TV)
- Tsuchi Space (土曜スペシャル?) (2012, TV Tokio)
- NONFIX (ガンプラ世界一 〜カリスマオヤジとモケ女の挑戦〜?) (2013, Fuji Television)
- Burning Flower (花燃ゆ ,Hanamoyu?) (2015, NHK General TV) Taiga drama
- Terra Formars (テラフォーマーズ, Tera Fōmāzu?) (2016, Warner Bros. Japan.)
- Terra Formars: A New Hope (テラフォーマーズ／新たなる希望 ,Terra Formars: Aratanaru Kibô?) (24 de abril de 2016, dTV)
- Shikujiri -Don't Screw Up Like Me! (しくじり先生 俺みたいになるな!!?) (27 de marzo de 2020, TV Asahi)
- Comedy Omnibus GP (お笑いオムニバスGP?) (2021 - 2023, Fuji Television)
- Serie documental de Hakuhō Shō (白鵬密着ドキュメントシリーズ?) (2015 - 2022, TBS, BS-TBS)

## Tokusatsu
- Ninpū Sentai Hurricaneger (Sanderu)
- Jūken Sentai Gekiranger (Bat Li)